# Olympische Sommerspiele 1928/Leichtathletik – 800 m (Frauen)
Der 800-Meter-Lauf der Frauen bei den Olympischen Spielen 1928 in Amsterdam wurde am 1. und 2. August 1928 im Olympiastadion Amsterdam ausgetragen. 31 Athletinnen nahmen teil. Nach dem Wettkampf kam es zu Kontroversen über die Fortführung solcher Rennen.
Olympiasiegerin wurde die Deutsche Lina Radke mit neuem Weltrekord vor der Japanerin Hitomi Kinue und der Schwedin Inga Gentzel.

## Rekorde

### Bestehende Rekorde
| Weltrekord         | 2:19,6 min                                  | Lina Radke ( Deutsches Reich)               | Brieg, Deutsches Reich (heute Brzeg, Polen) | 1. Juli 1928                                |
| Olympischer Rekord | Wettbewerb erstmals im olympischen Programm | Wettbewerb erstmals im olympischen Programm | Wettbewerb erstmals im olympischen Programm | Wettbewerb erstmals im olympischen Programm |

### Neue Rekorde / Rekordverbesserungen
In dieser neuen olympischen Disziplin gab es einen neuen olympischen Rekord und einen neuen Weltrekord:
- Erster olympischer Rekord 2:22,4 min – Marie Dollinger (Deutsches Reich), erster Vorlauf am 1. August
- Weltrekord: 2:16,8 min – Lina Radke (Deutsches Reich), Finale am 2. August

## Durchführung des Wettbewerbs
Am 1. August wurden drei Vorläufe absolviert. Die jeweils drei besten Läuferinnen – hellblau unterlegt – qualifizierten sich für das Finale, das am 2. August stattfand.

## Vorläufe
Datum: 1. August 1928
Es sind nicht alle Zeiten überliefert.

### Vorlauf 1
| Platz | Name                | Nation          | Zeit       | Anmerkung |
| ----- | ------------------- | --------------- | ---------- | --------- |
| 1     | Marie Dollinger     | Deutsches Reich | 2:22,4 min | OR        |
| 2     | Inga Gentzel        | Schweden        | k. A.      |           |
| 3     | Fanny Rosenfeld     | Kanada          | k. A.      |           |
| 4     | Anny Mallon         | Niederlande     | k. A.      |           |
| 5     | Elisabeth Oestreich | Deutsches Reich | k. A.      |           |
| 6     | Dee Boeckmann       | USA             | k. A.      |           |

### Vorlauf 2

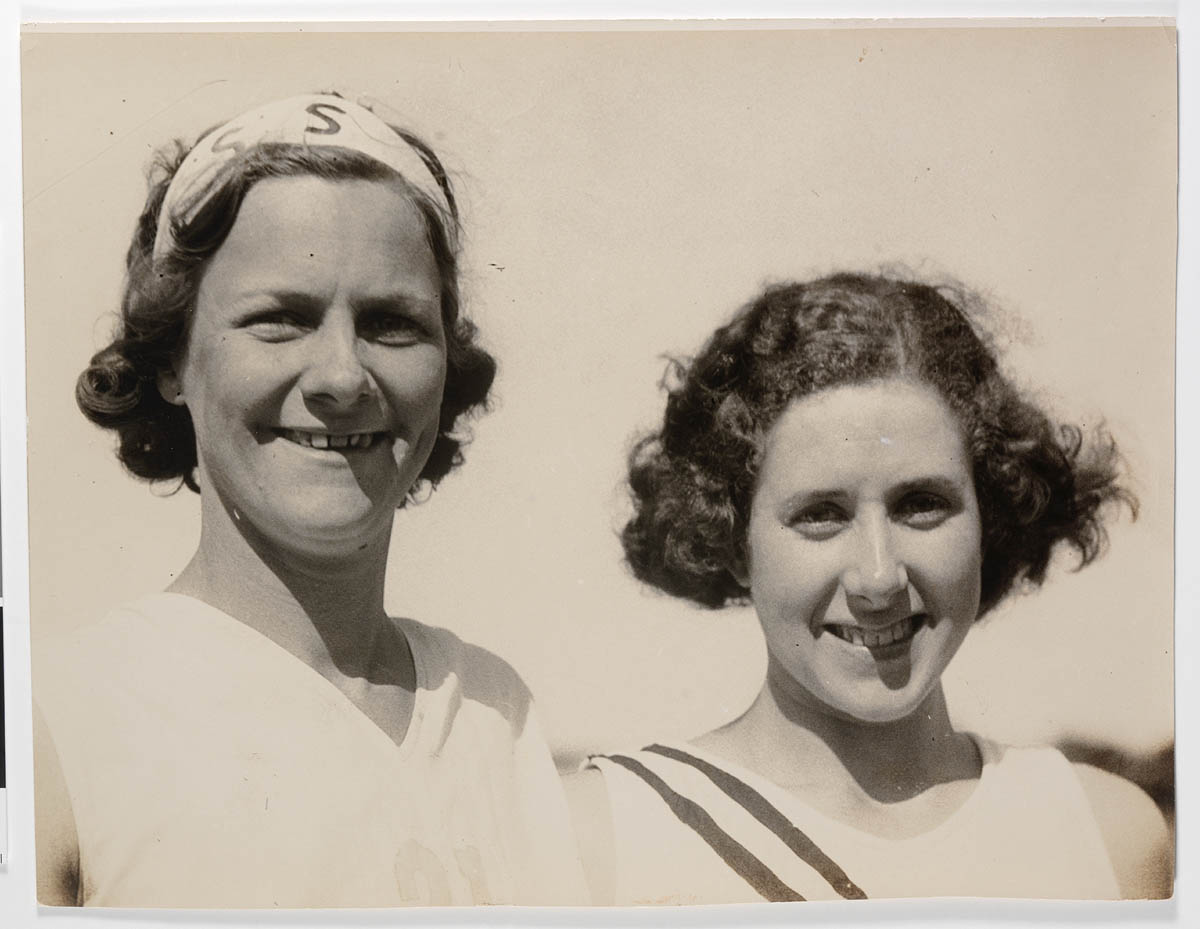
Edith Robinson (rechts) – Fünfte, zweiter Vorlauf
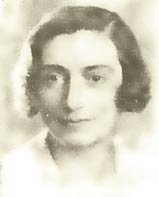
Sébastienne Guyot – Siebte, zweiter Vorlauf
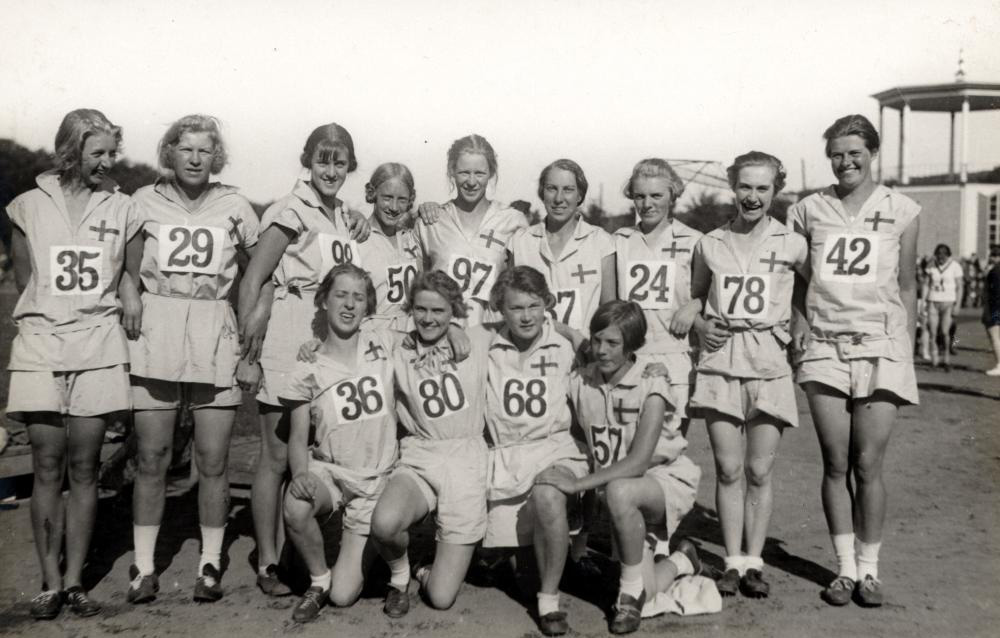
Emy Pettersson (obere Reihe, Vierte von rechts, Nr. 50) – Achte, zweiter Vorlauf

| Platz | Name               | Nation             | Zeit       | Anmerkung |
| ----- | ------------------ | ------------------ | ---------- | --------- |
| 1     | Lina Radke         | Deutsches Reich    | 2:26,0 min |           |
| 2     | Hitomi Kinue       | Japan              | 2:26,4 min |           |
| 3     | Gertruda Kilosówna | Polen              | 2:28,0 min |           |
| 4     | Aat van Noort      | Niederlande        | k. A.      |           |
| 5     | Edith Robinson     | Australien         | k. A.      |           |
| 6     | Juliette Segers    | Belgien            | k. A.      |           |
| 7     | Sébastienne Guyot  | Frankreich         | k. A.      |           |
| 8     | Emy Pettersson     | Schweden           | k. A.      |           |
| 9     | Giannina Marchini  | Königreich Italien | k. A.      |           |
| 10    | Rayma Wilson       | USA                | k. A.      |           |

### Vorlauf 3

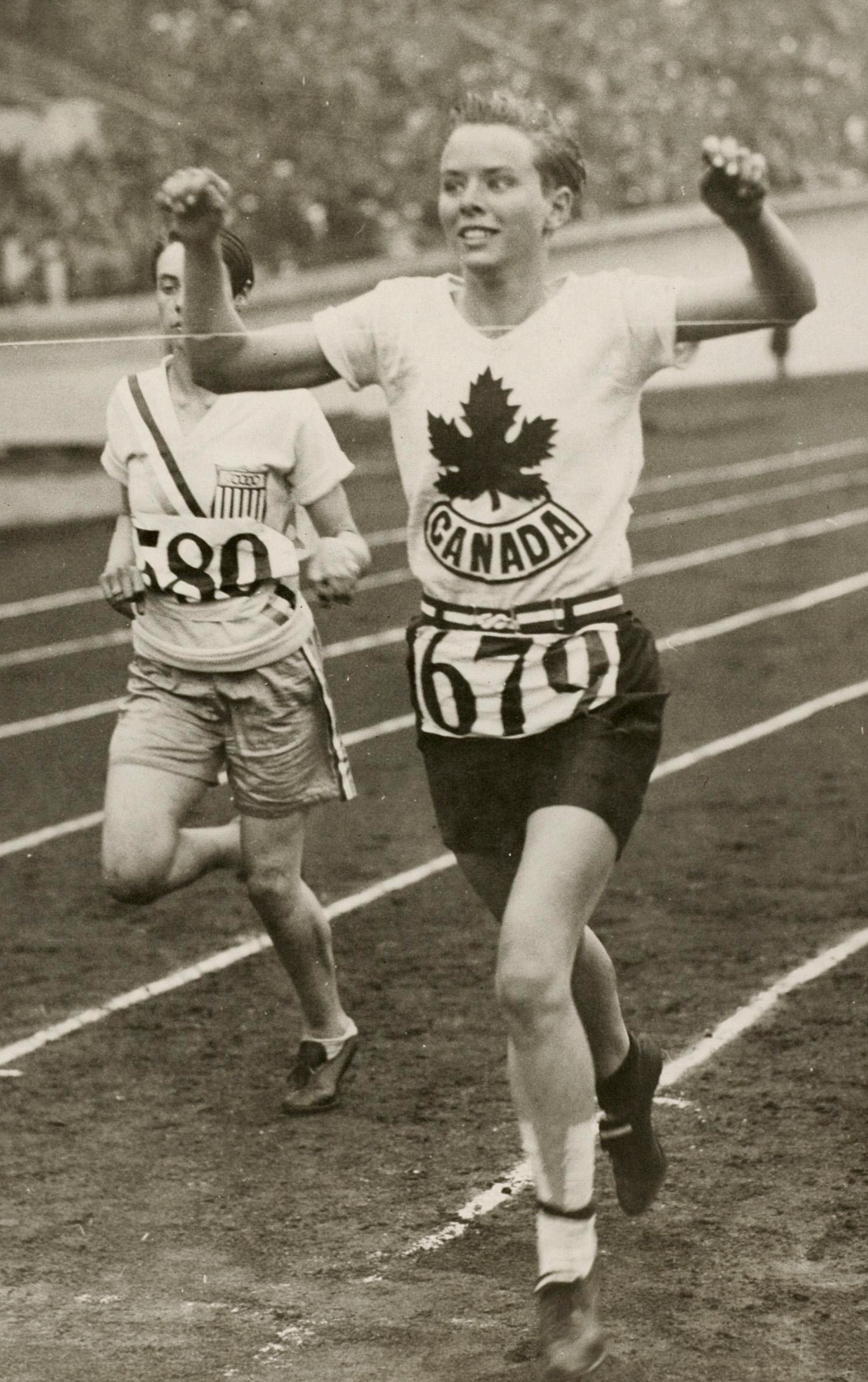
Jean Thompson siegte im dritten Vorlauf vor Florence MacDonald
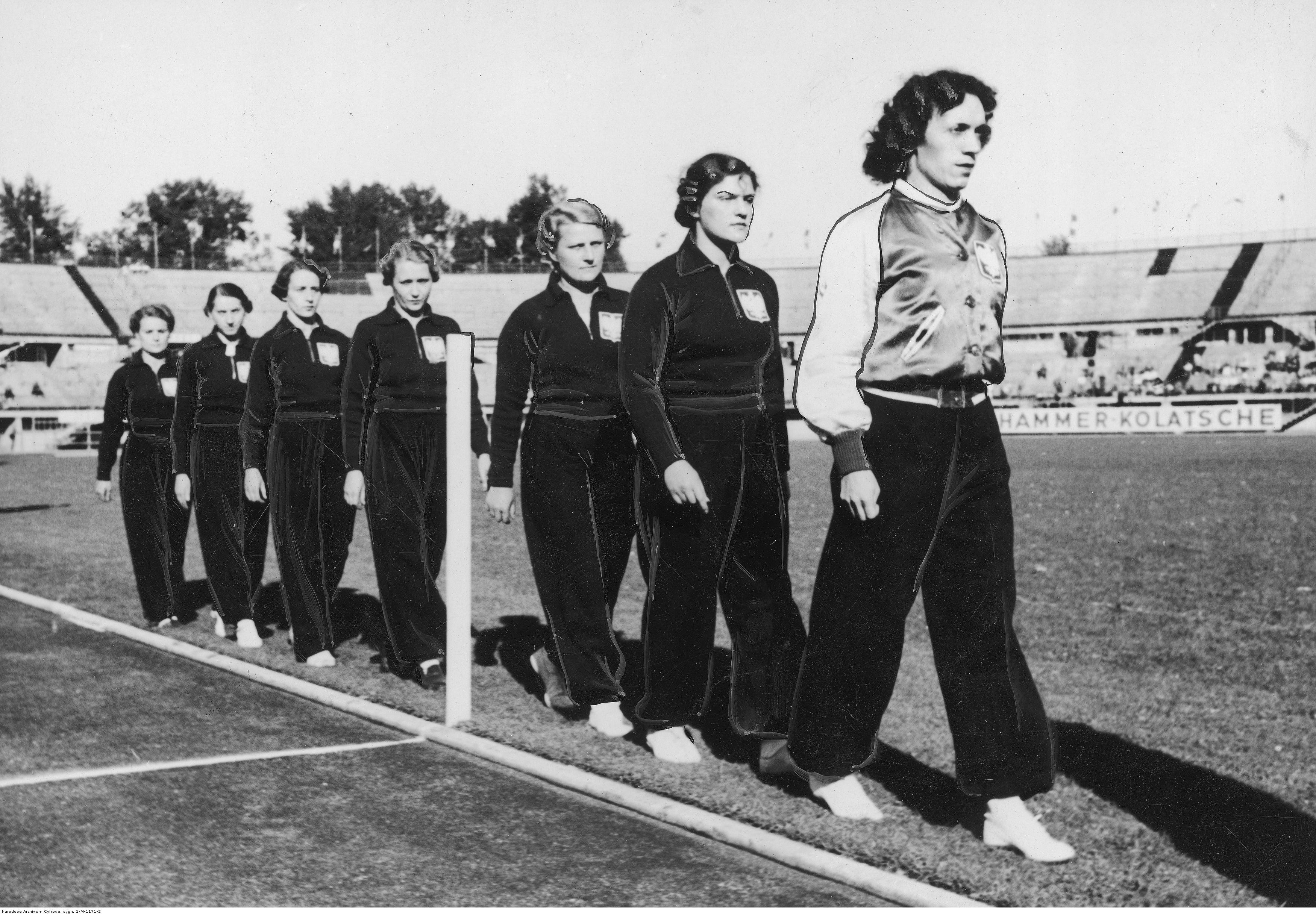
Otylia Tabacka (Vierte von links) – ausgeschieden als Siebte des dritten Vorlaufs

| Platz | Name                | Nation          | Zeit       | Anmerkung |
| ----- | ------------------- | --------------- | ---------- | --------- |
| 1     | Jean Thompson       | Kanada          | 2:23,2 min |           |
| 2     | Florence MacDonald  | USA             | k. A.      |           |
| 3     | Elfriede Wever      | Deutsches Reich | k. A.      |           |
| 4     | Mien Duchateau      | Niederlande     | k. A.      |           |
| 5     | Ida Degrande        | Belgien         | k. A.      |           |
| 6     | Marcelle Neveu      | Frankreich      | k. A.      |           |
| 7     | Otylia Tabacka      | Polen           | 2:33,0 min |           |
| 8     | Josefine Lauterbach | Österreich      | k. A.      |           |
| 9     | Paula Radziulytė    | Litauen         | k. A.      |           |

## Finale
Datum: 2. August 1928
| Platz | Name               | Nation          | Höhe       | Anmerkung |
| ----- | ------------------ | --------------- | ---------- | --------- |
| 1     | Lina Radke         | Deutsches Reich | 2:16,8 min | WR        |
| 2     | Hitomi Kinue       | Japan           | 2:17,6 min |           |
| 3     | Inga Gentzel       | Schweden        | 2:17,8 min |           |
| 4     | Jean Thompson      | Kanada          | 2:21,4 min |           |
| 5     | Fanny Rosenfeld    | Kanada          | 2:22,4 min |           |
| 6     | Florence MacDonald | USA             | 2:22,6 min |           |
| 7     | Marie Dollinger    | Deutsches Reich | 2:23,0 min |           |
| 8     | Gertruda Kilosówna | Polen           | 2:28,0 min |           |
| 9     | Elfriede Wever     | Deutsches Reich | k. A.      |           |

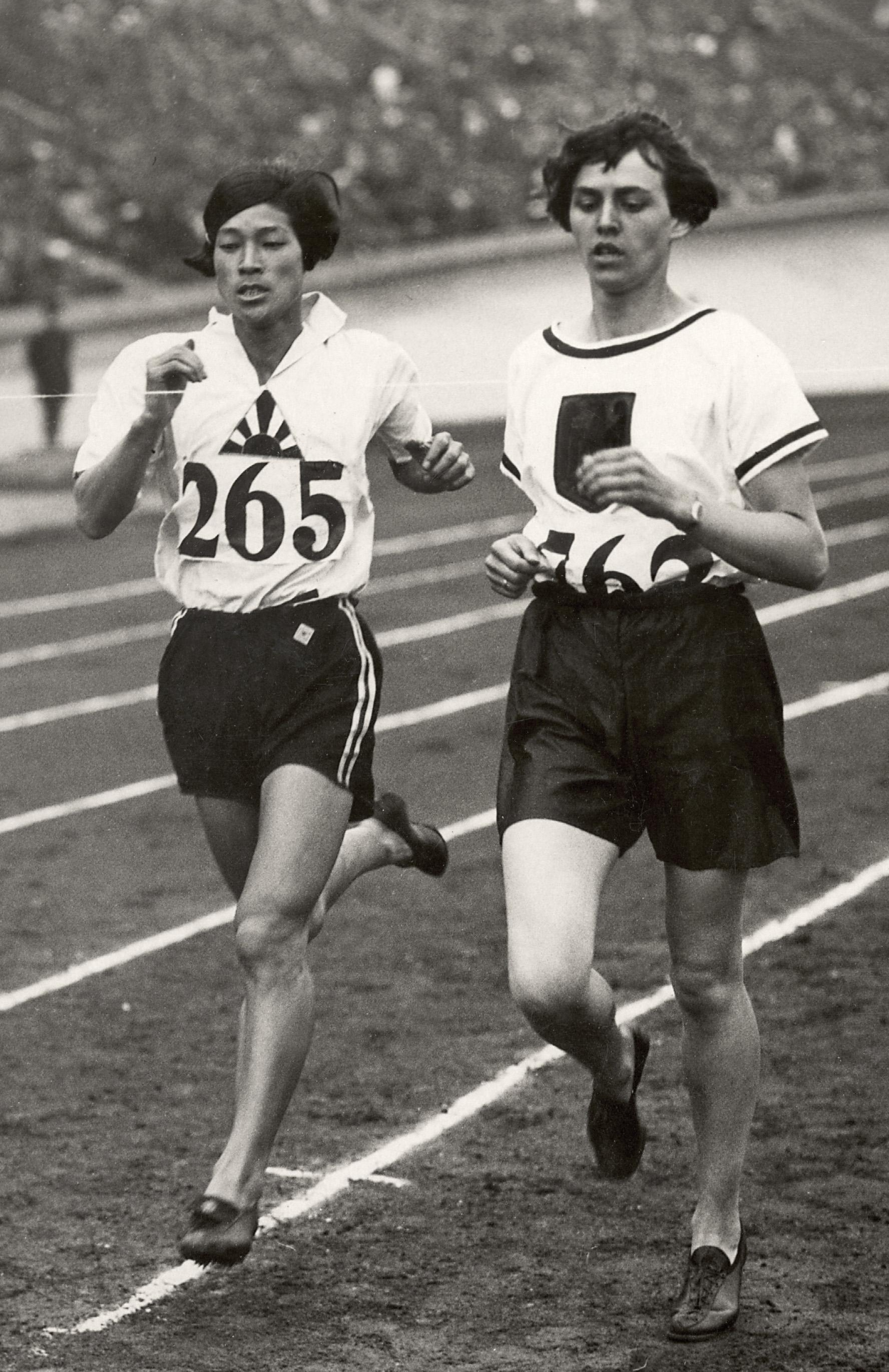
Finale: Lina Radke (rechts) und Hitomi Kinue

Kurz nach dem Start setzten sich die beiden Deutschen Elfriede Wever und Marie Dollinger an die Spitze. Die Schwedin Inga Gentzel, die Anfang Juli mit 2:19,2 min einen nicht offiziell anerkannten Weltrekord gelaufen war, lag bei Streckenhälfte mit einer Durchgangszeit von 64,2 s vorne. Dreihundert Meter vor dem Ziel zog Lina Radke einen langen Schlussspurt an, dem Gentzel nicht gewachsen war. Von hinten kam die Japanerin Kinue Hitomi auf und zog noch an der Schwedin vorbei zur Silbermedaille. Alle Medaillengewinnerinnen blieben unter dem alten Weltrekord.
Lina Radkes Goldmedaille war die erste deutsche Goldmedaille in der Leichtathletik überhaupt.
Hitomi Kinue war die erste japanische, Inga Gentzel die erste schwedische Medaillengewinnerin.

## Kontroverse zur Disziplin 800-Meter-Lauf als Frauensportart
Nach dem Rennen zogen Presseberichte die Aufmerksamkeit auf dieses Rennen. Dort wurde angegeben, fünf der Finalistinnen hätten aufgegeben, fünf weitere wären kollabiert und die letzte sei in der Umkleide in Ohnmacht gefallen. Daraufhin wurde nach einer Abstimmung der IAAF diese Disziplin aus dem olympischen Programm genommen.
Lynne Emery von der California Polytechnic State University zeigte in ihrer Untersuchung, dass die Nachrichtenmeldungen falsch waren. Alle Läuferinnen erreichten das Ziel, einige von ihnen unterboten den aktuellen Weltrekord. Sie kam zu dem Schluss, dass die Streichung dieser Disziplin aus dem Olympiaprogramm ungerechtfertigt gewesen sei.
Der 800-Meter-Lauf der Frauen wurde erst wieder 1960 ausgetragen.

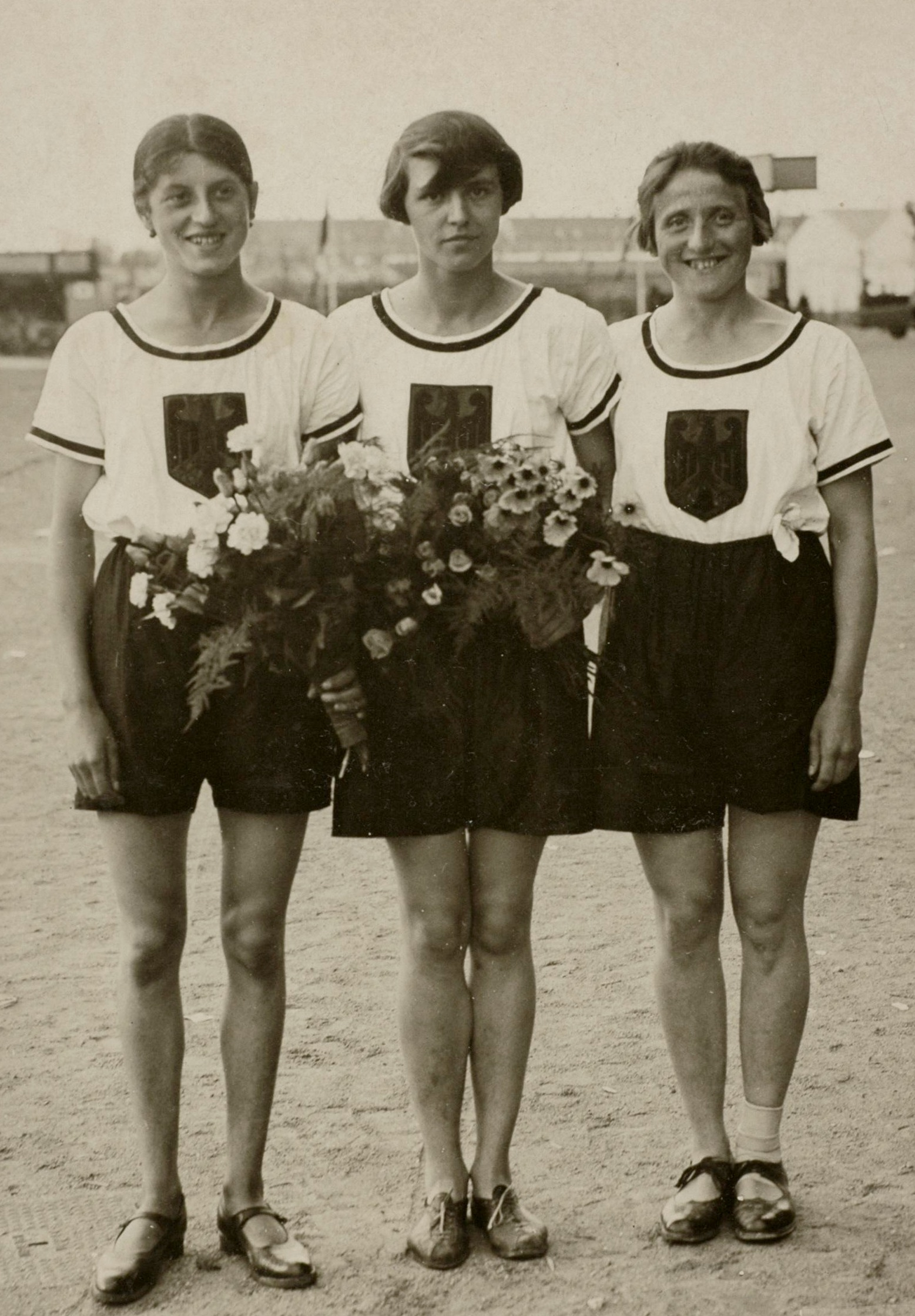
Die deutschen Finalistinnen (v. l. n. r.): Marie Dollinger, Lina Radke und Elfriede Wever
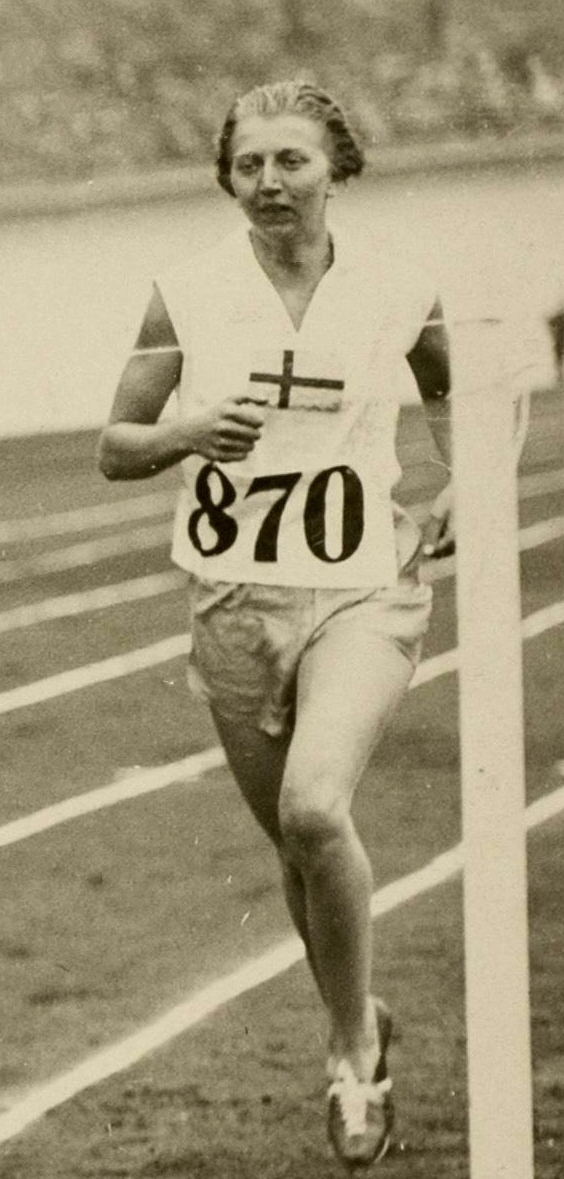
Inga Gentzel gewann Bronze.
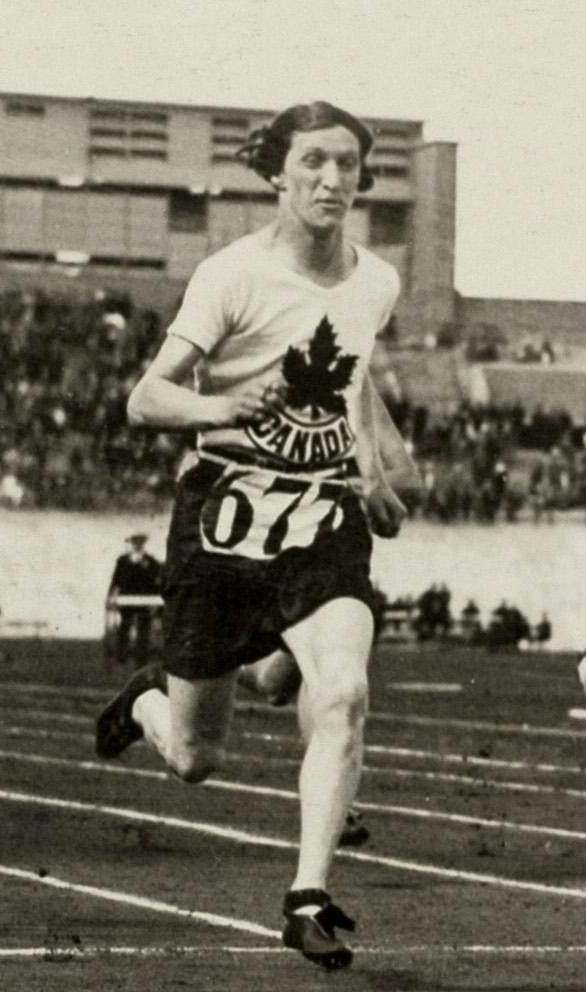
Fanny Rosenfeld kam auf Platz fünf.

## Video
- Women Compete in Track and Field for the First Time - 1928 Olympics, youtube.com, Bereich: 0:00 min bis 0:22 min, abgerufen am 28. Juni 2021